# 函馆雪锉蛤
函馆雪锉蛤（学名：Limaria hakodatensis），是莺蛤目狐蛤科雪锉蛤属的一种。主要分布于中国大陆，常栖息在潮间带至潮下带5－100米、以5－40米较多，以足丝附着于石块、岩石上、亦能自由生活。